# Simikot
Simikot is een dorpscommissie (Engels: village development committee, afgekort VDC; Nepalees: panchayat) in het noordwesten van Nepal, en tevens de hoofdplaats van het district Humla. De dorpscommissie ligt dicht bij de grens met Tibet en is door zijn hoge ligging (bijna 3.000 meter) vrij afgelegen.